# Katharine Murray Lyell

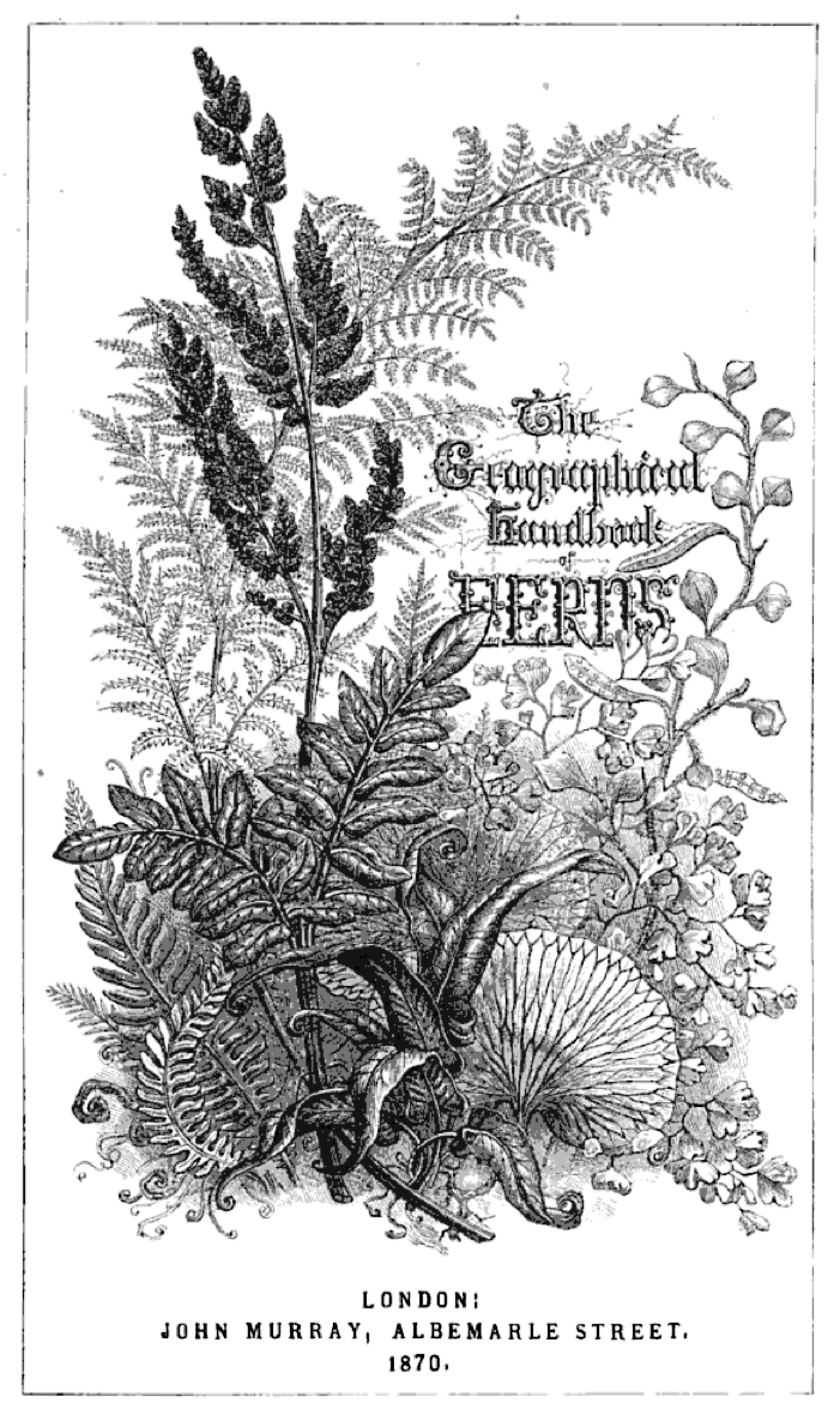
Frontispicio del texto de Katharine Murray Lyell, de 1870 Un Manual Geográfico de Todos los Helechos Conocidos (el título aparece en inglés, en forma truncada en esta página.)

Katharine Murray Lyell (1817–1915) fue una botánica británica, autora de un libro pionero sobre la distribución mundial de helechos, y editora de varios volúmenes de la correspondencia con varios de los más notables científicos de la era.

## Biografía
Katharine era una de seis hijas del comerciante escocés y geólogo Leonard Horner, quien educó a sus hijas bien y las llevó con él a las reuniones de la Asociación británica para el adelanto de la ciencia.
La hermana mayor de Katharine Horner, Mary era geóloga y conquióloga quien se casó con el geólogo Charles Lyell. Katharine se casó posteriormente con el hermano más joven de Charles, Henry. Y, su hijo mayor, Leonard, se convirtió en parlamentario.
Como botánica, Katharine se especializó en helechos; y, en 1870, publicó un volumen sobre la distribución geográfica de helechos en todo el mundo. En su prefacio,  reconoce una deuda a William Jackson Hooker con su inacabado compendio de helechos, Sinopsis Filicum (póstumamente publicado en 1868), pero el libro de Lyell fue el primero en organizarse alrededor de la geografía de los helechos, en lugar de las categorías taxonómicas más habituales. Viajó a la India con Henry, donde recogió plantas en varias regiones, incluyendo el delta del Ganges, y se correspondía con los eminentes victorianos de su época como los científicos Alfred Russel Wallace y Charles Darwin y el misionero Harriette Colenso (que recolectaba helechos para ella). Su colección de helechos está compartida entre Kew Jardines y el Herbario de la Universidad de Reading (RNG) mientras sus otras plantas fueron al Museo británico.
Lyell llevó a cabo la redacción de volúmenes de correspondencia y memorias de tres de los científicos destacados de su era. Cuando su cuñado Charles murió en 1875, se convirtió en compiladora y editora de una edición en dos volúmenes de su vida, cartas y revistas. Una década más tarde, siguiendo la muerte de su padre,  editó dos volúmenes de sus letras. También editó vida y obra de otro de sus cuñados, Charles Bunbury, un notable paleobotánico. Todos siguen siendo citados por los eruditos que investigan el período.

## Obra

### Algunas publicaciones
- Katharine Lyell. A Geographical Handbook of All the Known Ferns: With Tables to Show Their Distribution. London: John Murray, 1870.

- Katharine Lyell, ed. The Life, Letters and Journals of Sir Charles Lyell. London: John Murray, 1881.

- Katharine Lyell, ed. Memoir of Leonard Horner, F.R.S., F.G.S.: Consisting of Letters to his Family and from Some of his Friends. London: Women's Printing Society, 1890.

- Katharine Lyell, ed. The Life and Letters of Sir Charles J.F. Bunbury. London: John Murray, 1906.
- La abreviatura «K.Lyell» se emplea para indicar a Katharine Murray Lyell como autoridad en la descripción y clasificación científica de los vegetales.[4]